# Сьєго-де-Авільська діоцезія
Сьє́го-де-А́вільська діоце́зія (лат. Dioecesis Caeci Abulensis; ісп. Diócesis de Ciego de Ávila) — діоцезія римського обряду Католицької церкви на Кубі, з центром у місті Сьєго-де-Авіла. Охоплює терени Сьєго-де-Авільської провінції Куби. Входить до складу Камагуейської церковної провінції. Суфраганна діоцезія Камагуейської архідіоцезії. Заснована 2 лютого 1996 року. Голова — єпископ Сьєго-де-Авільський. Центральний храм — Сьєго-де-Авільський собор.  Площа — 7,887 км². Населення — 452,100 ос.; з них католики — 186,900 ос. (41.3%). Чинний голова — Маріо Еусебіо Местріл-Вега, єпископ Сьєго-де-Авільський.

## Історія
Сьєго-де-Авільська діоцезія була створена 2 лютого 1996 року шляхом виокремлення зі складу Камагуейської діоцезії.

## Єпископи
- Маріо Еусебіо Местріл-Вега

## Статистика
Згідно з «Annuario Pontificio» і Catholic-Hierarchy.org:
| Рік  | Населення | Населення | Населення | Священики | Священики | Священики | Священики           | Диякони | Ченці    | Ченці | Парафії |
| Рік  | католики  | загалом   | %         | загалом   | секулярні | ченці     | вірних на священика | Диякони | чоловіки | жінки | Парафії |
| ---- | --------- | --------- | --------- | --------- | --------- | --------- | ------------------- | ------- | -------- | ----- | ------- |
| 1999 | 182.600   | 450.000   | 40,6      | 5         | 3         | 2         | 36.520              | 4       | 2        | 8     | 4       |
| 2000 | 182.600   | 450.000   | 40,6      | 7         | 5         | 2         | 26.085              | 3       | 2        | 8     | 4       |
| 2001 | 186.000   | 450.000   | 41,3      | 8         | 6         | 2         | 23.250              | 3       | 2        | 11    | 4       |
| 2002 | 187.000   | 452.000   | 41,4      | 7         | 7         |           | 26.714              | 3       |          | 13    | 4       |
| 2003 | 186.000   | 450.000   | 41,3      | 7         | 7         |           | 26.571              | 3       |          | 13    | 4       |
| 2004 | 186.000   | 450.000   | 41,3      | 8         | 8         |           | 23.250              | 3       |          | 14    | 4       |
| 2006 | 186.900   | 452.100   | 41,3      | 8         | 8         |           | 23.362              | 3       |          | 12    | 4       |
| 2013 | 189.100   | 464.000   | 40,8      | 8         | 6         | 2         | 23.637              | 3       | 2        | 16    | 5       |